# Десета дивизионна област
Десета дивизионна област е военна област на 10-а пехотна дивизия, формирана през 1913 година.

## История
Десета дивизионна област е формирана на 15 октомври 1913 г. в Пловдив. До 29 декември 1913 г. щабът на областта е в Пловдив, след което е преместена в Гюмюрджина. В състава на областта влизат административните околии Скеченска, Даръдеренска, Гюмюрджинска, Ортакьойска, Дедеагачка, Софийска и Димотишка и 37-о, 38-о, 39-о и 40-о полкови военни окръжия. До края на Първата световна война (1915 – 1918) областта е базирана в Гюмюрджина, а от 29 октомври 1919 г. е в Хасково. На 18 октомври 1920 г. областта е разформирана, през юли 1939 г. е формирана отново със седалище в Кърджали. През 1941 г. областта мобилизира чинове за жп комендантство, а през 1944 г. за 10-а областна поправителна дружина и за 10-и резервен интендантски склад.

## Наименования
През годините областта носи различни имена според претърпените реорганизации:
- Десета беломорска дивизионна област (1913 – 1920)
- Десета дивизионна област (1939 – 1946)

## Началници
Званията са към датата на заемане на длъжността.
| № | звание        | име                | дати                 |
| - | ------------- | ------------------ | -------------------- |
|   | Генерал-майор | Иван Пашинов       | 1917 – 1918          |
|   | Полковник     | Александър Давидов |                      |
|   | Генерал-майор | Ничо Георгиев      | Втора световна война |